# Uherský Ostroh
Uherský Ostroh (německy Ungarisch Ostra, maďarsky Magyarsárvár) je město v okrese Uherské Hradiště ve Zlínském kraji. Leží jedenáct kilometrů jihozápadně od Uherského Hradiště na řece Moravě. Žije zde přibližně 4 200 obyvatel.

## Název
Jméno města je totožné s obecným jménem ostroh – srázný skalní výčnělek. Až do 19. století bylo město nezřídka nazýváno i Ostrov, neboť leželo na ostrově uprostřed řeky Moravy. V nejstarších dokladech (do 14. století) se používalo i jméno Stenice, případně Stanice, jehož původ a význam je nejasný. Přívlastek Uherský se objevil až v polovině 19. století napodobením jména Uherského Hradiště (v letech 1960–1968 se tento přívlastek nepoužíval).

## Historie
Už ve druhé polovině 11. století se v těchto místech nacházela osada zvaná Stenice. Jednalo se o důležitý záchytný bod obchodních karavan. Na obranu obchodních stezek a v zájmu zajištění pohraničního území proti útokům uherských nájezdníků začali přemyslovští panovníci budovat obranný systém, jehož součástí byl právě i Uherský Ostroh (Stenice). První písemný doklad dosvědčující existenci opevněného sídla pochází z roku 1275, kdy na hradě přenocoval král Přemysl Otakar II. V roce 1371 se objevuje první písemná zmínka o samotném městě Ostrohu.
Důležitou roli sehrál Uherský Ostroh také v období husitských válek. V této době bylo ostrožské panství v rukou Haška z Valdštejna, stoupence Husova učení. Za pomoci dvou husitských knězů si získal na svou stranu většinu místního i okolního obyvatelstva. V roce 1420 se zde husité vojensky zorganizovali a vytvořili tzv. Nový Tábor, odkud pronikali do širokého okolí. Později se stal Ostroh významnou a neporazitelnou moravskou husitskou baštou. V letech 1465–1480 zde sídlil velitel elitních složek armády krále Matyáše Korvína, Petr Haugvic z Biskupic.
Asi největší rozkvět zaznamenalo město i celé panství za vlády mocného rodu pánů z Kunovic. Patřilo k těm největším v zemi a čítalo 27 obcí. Slibný rozkvět skončil za Jana Bernarta z Kunovic, ten se přidal v době protihabsburského povstání na stranu rebelů a tím rozhodl o zkonfiskování celého panství.
V roce 1622 získali Ostroh Lichtenštejnové. Ti městu nevěnovali moc velkou pozornost. Přesto si uchovalo hospodářskou prosperitu, svědčí o tom značný rozvoj cechů, které měly ve městě bohatou tradici.
Od poloviny 15. století zde žila také početná menšina židů, kteří zde tvořili zvláštní komunitu a v letech 1849–1919 i samostatnou židovskou obec. Významným způsobem se podíleli na ekonomickém povznesení města. Stávala zde také židovská synagoga. S ústupem německých jednotek byla zbourána.
Ve městě se později nacházelo mnoho prosperujících továren (první moravská továrna na tužky, cukrovar, pivovar). Další rozkvět zaznamenalo město v letech 1850–1949, kdy se Uherský Ostroh stal sídlem okresního soudu a řady dalších úřadů. Po zrušení většiny z nich město ztratilo na svém významu.

## Obyvatelstvo
| Rok            | 1869  | 1880  | 1890  | 1900  | 1910  | 1921  | 1930  | 1950  | 1961  | 1970  | 1980  | 1991  | 2001  | 2011  | 2021  |
| -------------- | ----- | ----- | ----- | ----- | ----- | ----- | ----- | ----- | ----- | ----- | ----- | ----- | ----- | ----- | ----- |
| Počet obyvatel | 3 409 | 3 683 | 3 945 | 4 429 | 4 737 | 4 739 | 4 338 | 4 394 | 4 614 | 4 705 | 4 717 | 4 451 | 4 519 | 4 334 | 4 097 |
| Počet domů     | 586   | 623   | 697   | 774   | 848   | 879   | 1 034 | 1 134 | 1 134 | 1 190 | 1 215 | 1 357 | 1 340 | 1 399 | 1 409 |

## Městská správa

### Části města
- Kvačice
- Ostrožské Předměstí
- Uherský Ostroh

### Městské symboly
Vlajka byla městu udělena rozhodnutím předsedy Poslanecké sněmovny Parlamentu České republiky dne 14. června 2000.

## Sport
Ve městě působí s dlouholetou tradicí fotbalový klub FK Uherský Ostroh (založen 1920) a hokejový klub Hokej Uherský Ostroh (1929). Kromě nich je zde také sportovně střelecký klub SSK Uherský Ostroh.

## Pamětihodnosti
- Zámek Uherský Ostroh vznikl v šestnáctém století renesanční přestavbou gotického hradu ze druhé poloviny třináctého století.[8]
- Kostel svatého Ondřeje
- Fara na náměstí svatého Ondřeje
- Hotel Morava na náměstí svatého Ondřeje
- Pomník padlých první světové války
- Socha svatého Floriána
- Socha svatého Jana Nepomuckého
- Socha svatého Libora
- Socha svatého Petra z Alkantary
- Kříž na náměstí
- Židovský hřbitov
- Obloukový most přes řeku Moravu

## Osobnosti
- Rudolf Polzhofer (1849–1919), politik
- Jan Černý (1874–1959), předseda československé vlády
- Josef Hahn (1884–1943), architekt
- Otakar Borůvka (1891–1995), matematik
- František Sátora (1893–1973), ekonom, odbojář
- Martin Lecián (1900–1927), zločinec
- Antonín Straka (1906–1945), odbojář
- František Bogataj (1913–1999), odbojář
- Zdeněk Galuška (1913–1999), spisovatel, malíř a lidový vypravěč
- Blahoslav Smišovský (1931–2011), hudební skladatel
- František Vaněk (1931–2020), hokejista
- Helena Fibingerová (* 1949), atletka, mistryně světa ve vrhu koulí
- Jan Zajíček (* 1951), hokejista
- Martin Severa (* 1956), novinář a televizní moderátor

## Galerie

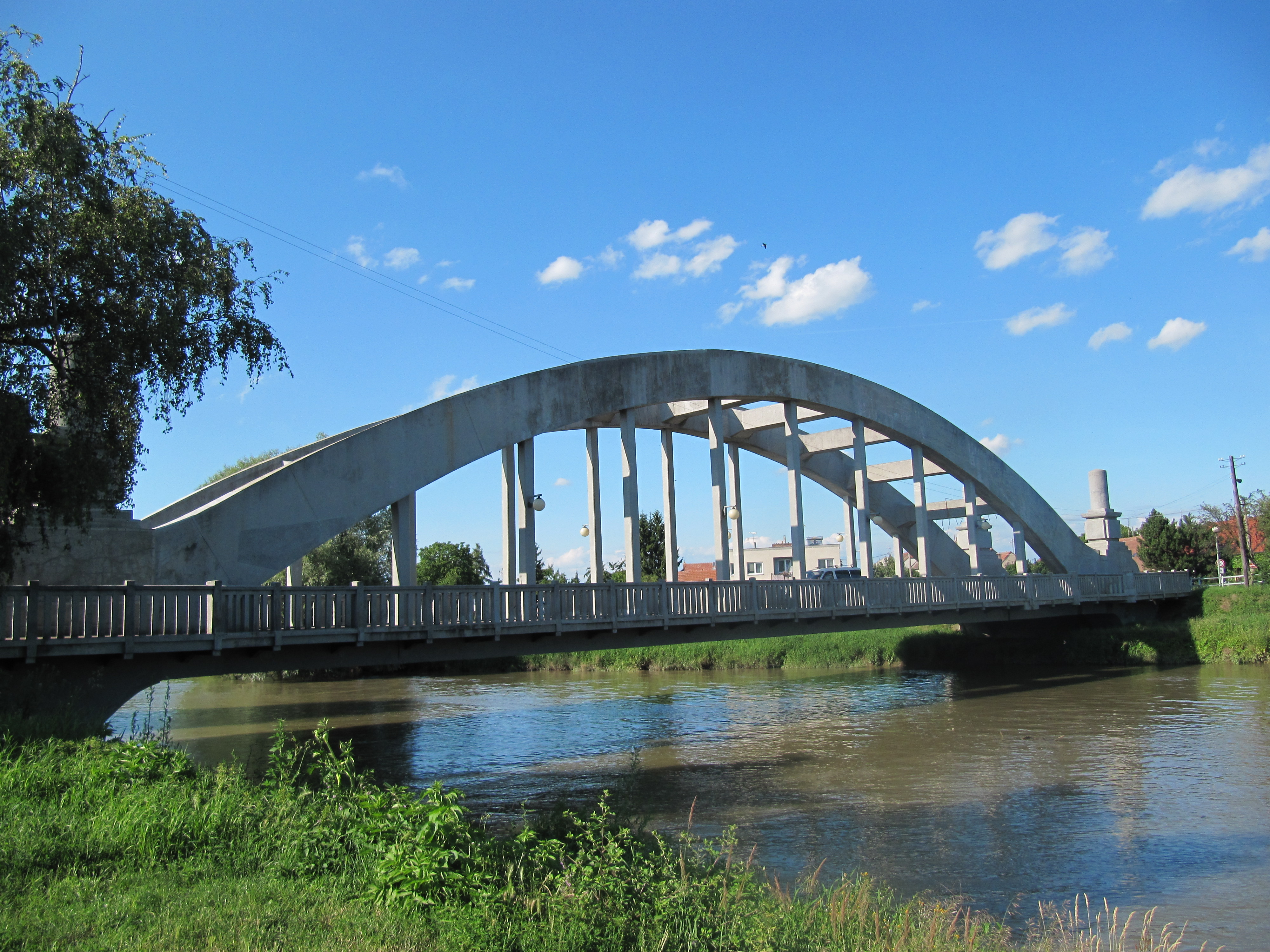
Most přes řeku Moravu
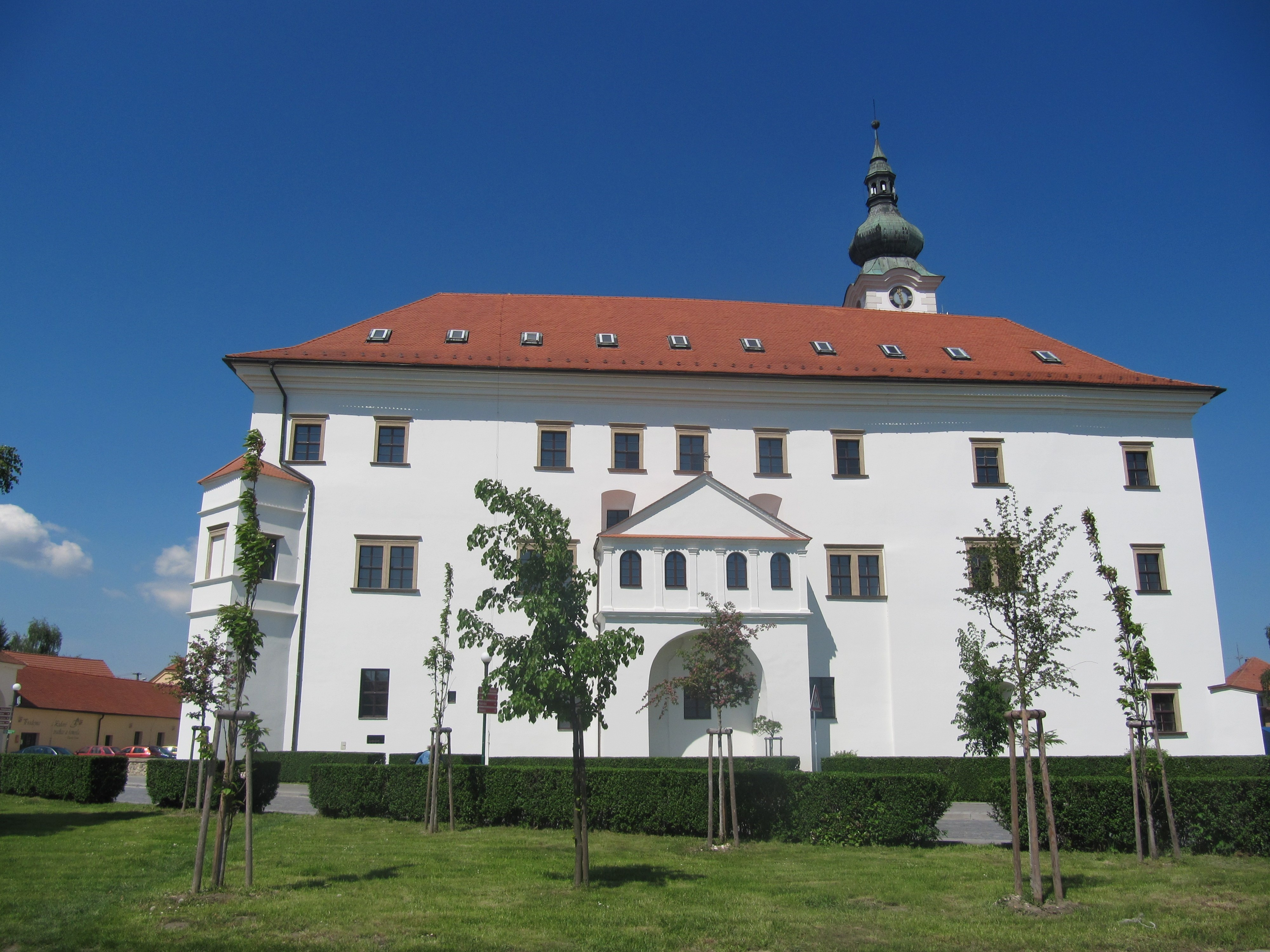
Zámek
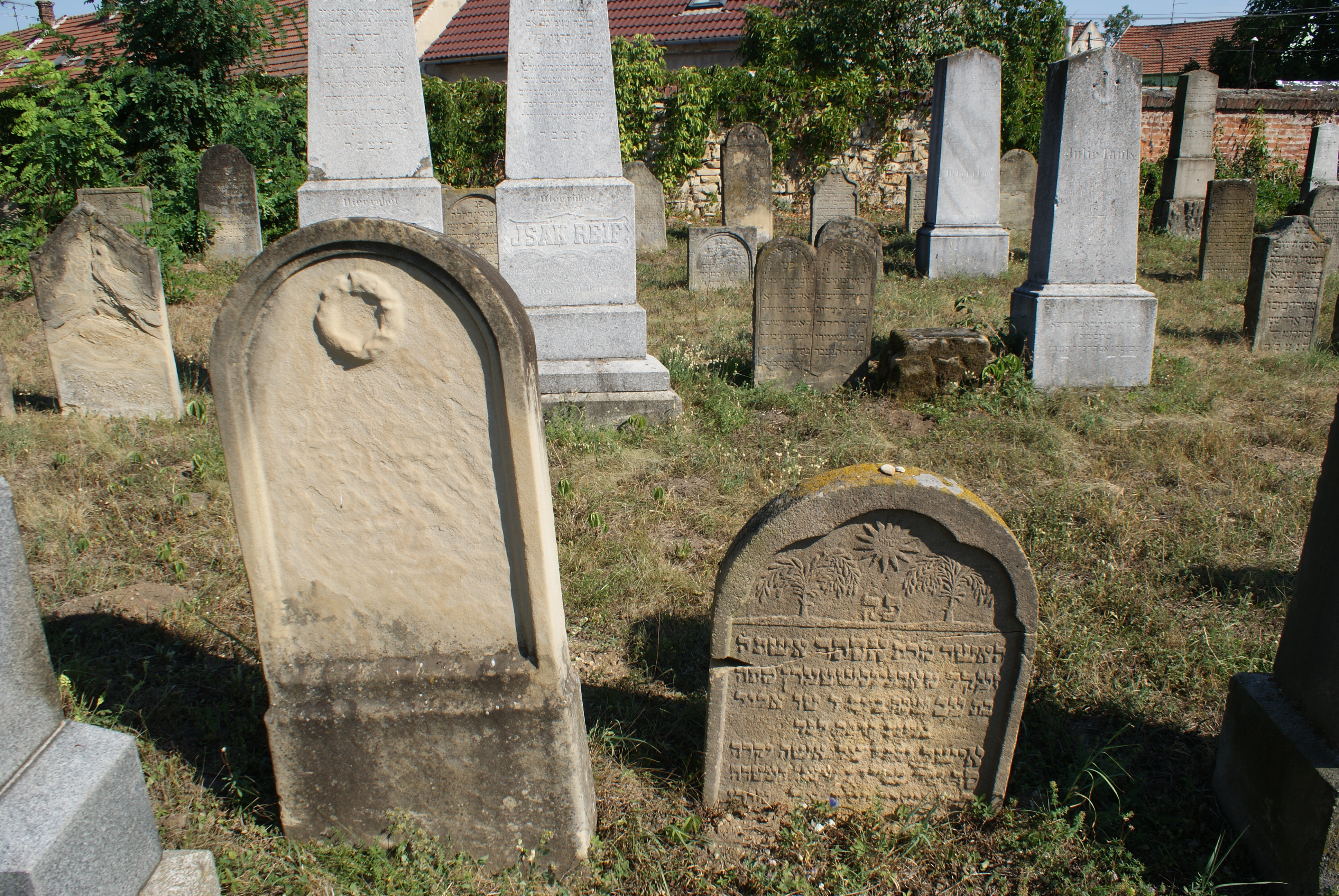
Židovský hřbitov
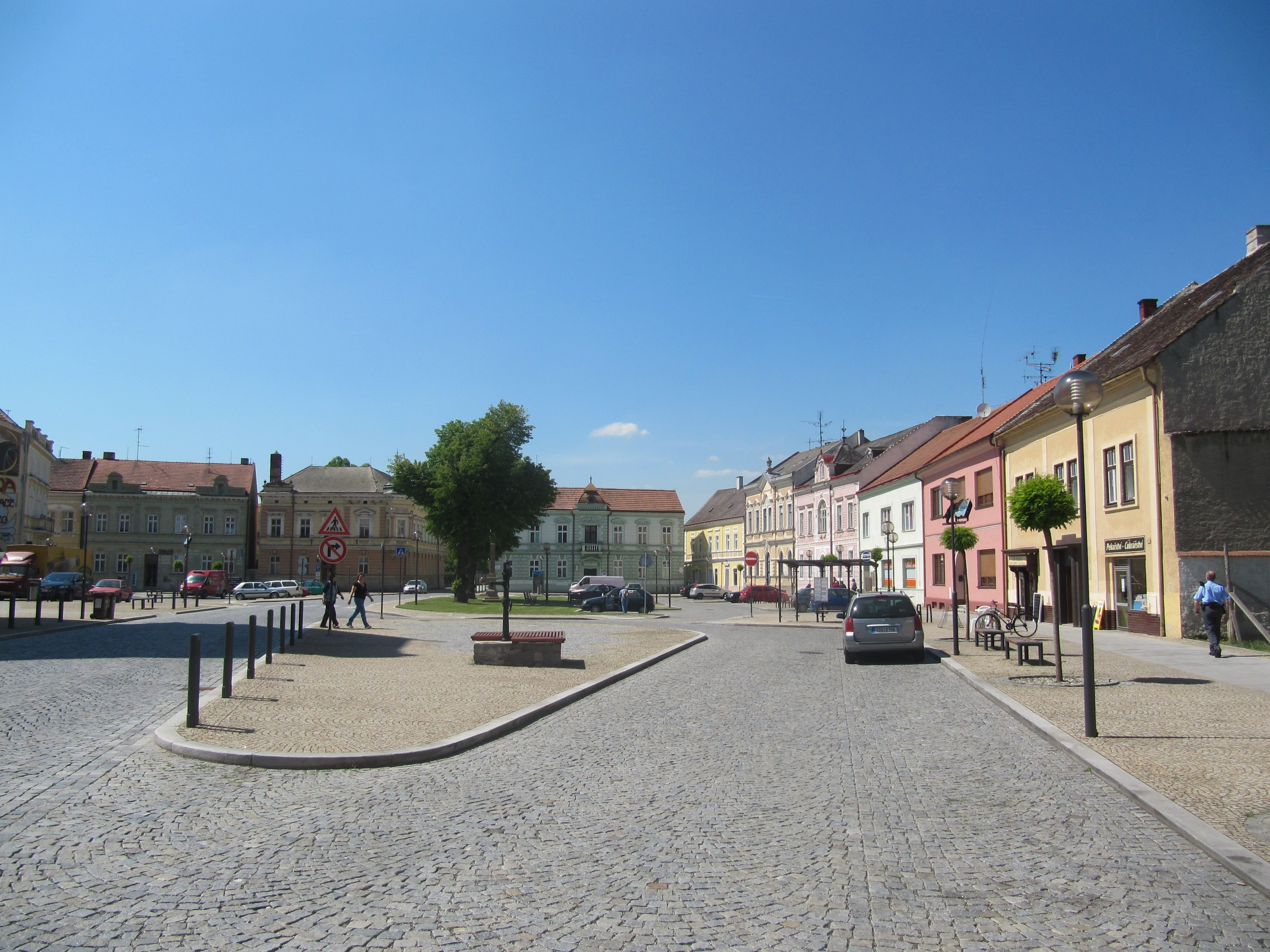
Náměstí svatého Ondřeje
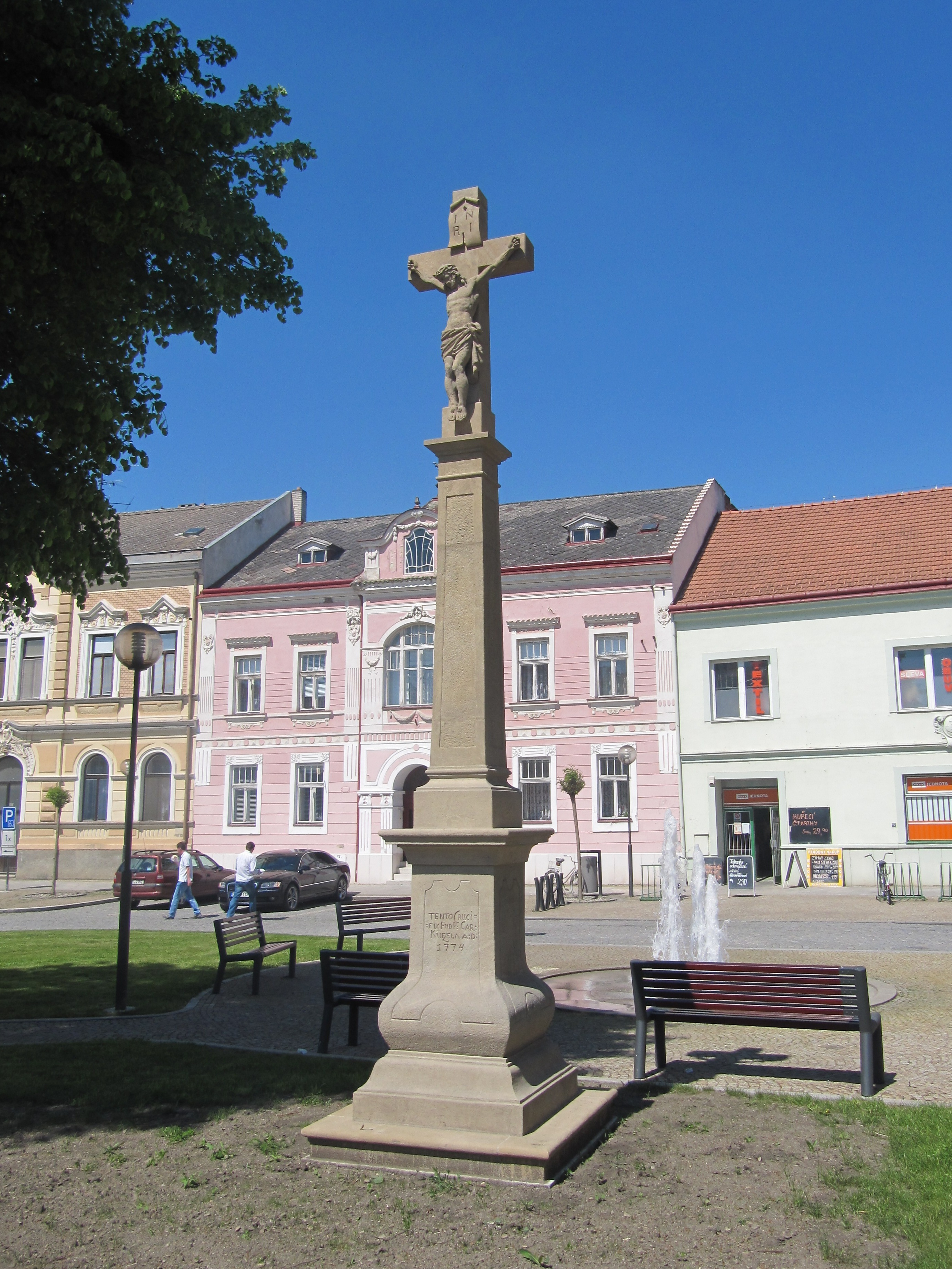
Kříž na náměstí
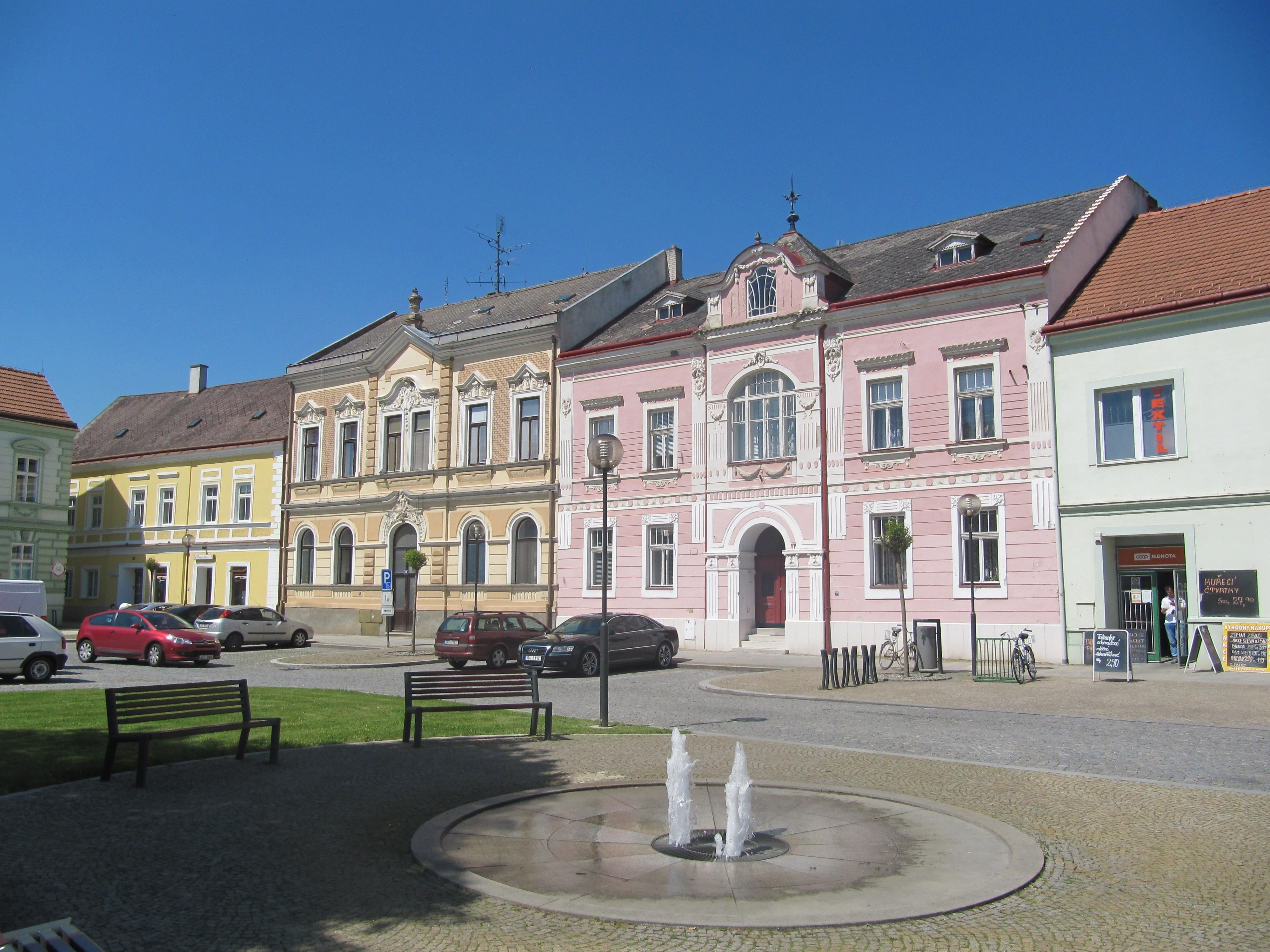
Domy na náměstí

## Partnerská města
- Trenčianske Teplice, Slovensko